# エムレ・アクババ
エムレ・アクババ（Emre Akbaba、1992年10月4日 - ）はトルコのサッカー選手。ポジションはMF。アダナ・デミルスポル所属。

## 経歴
2018年8月17日、ガラタサライSKに移籍した。同年10月に中足を骨折した。
2022年9月8日、アダナ・デミルスポルに移籍した。

### 代表歴
トルコ人の両親のもとに生まれる。トルコ代表のBチームではイタリアU-21代表との5-3での勝利に貢献している。

## タイトル
ガラタサライ
- スュペル・リグ：2018-19
- テュルキエ・クパス：2018-19